# Harry Steel
Harry Dwight Steel (* 8. April 1899 in Sparta, Ohio; † 8. September 1972 in London, Ohio) war ein US-amerikanischer Ringer und Olympiasieger im Schwergewichtswettbewerb im Freistil 1924 in Paris.
Bei seinem Olympiasieg ließ er den Schweizer Henri Wernli, den Briten Archie MacDonald sowie die Schweden Ernst Nilsson und Johan Richthoff und den Franzosen Edmond Dame hinter sich.